# Arnošt Muka
Arnošt Muka, en alemán Karl Ernst Mucke (Großhänchen, Alemania, 10 de marzo de 1854 - Bautzen, 10 de octubre de 1932) fue un escritor y folclorista sórabo, que revivivió la cultura nacional sóraba y la prensa literaria, además de ser el fundador del Museo sórabo.

## Vida
Arnošt Muka, hijo de un agricultor, estudió de 1869 a 1874 el Gymnasium de Bautzen, donde aprobó el examen de madurez. En el Gymnasium se hizo miembro de la asociación sóraba Sacietas Slavica Budissinensis. Seguidamente estudió de 1875 a 1879 Teología, Filología y Eslavística en la Universidad de Leipzig, para pasar a trabajar de profesor en los Gymnasium de Zittau y Bautzen.
Muka fue coiniciador del Lipa Serbska, la asociación de los jóvenes sórabos. Estuvo activo en el teatro de aficionados sórabo y de 1880 a 1923 editó la colección Prěnja serbska dźiwadłowa zběrka (Primera colección de drama en sórabo).
En 1880 entró a trabajar en el Gymnasium de Bautzen, tras lo que se implicó activamente en la asociación Budyska bjesada,
que perseguía fines sórabo patrióticos. Debido a presiones del alcalde de Bautzen, Löhr, y a pesar de las protestas del director del Gymnasium, Dr. Kreußler, Muka fue trasladado en 1883 a Chemnitz. En 1887 Muka consiguió un trabajo en el Gymnasium de Freiberg.
Tras su jubilación, Prof. Dr. Muka se trasladó a vivir a Bautzen, donde publicó más obras.

## Influencia
Muka es considerado el impulsor y mecenas de Jakub Bart-Ćišinski, con el que creó en 1875 la reunión de estudiantes Schadźowanka y la asociación litaria y cultural Jungsorbische Bewegung. Es el fundador del Museo sórabo y fue presidente honorario de la asociación científica Maćica Serbska.
A lo largo de su vida se acrecentó su fama gracias la promoción y el desarrollo de la literatura en sórabo, además de su trabajo periodístico. Fue el editor de las obras completas de Handrij Zejler (1883–1891), redactor de la revista cultural y literaria Lužica (1882–1907) y redactor de Časopis Maćicy Serbskeje (1894–1932).